# GYPSY DOLL
「GYPSY DOLL」（ジプシー・ドール）は、ZYYGの7枚目のシングル。

## 作品解説
ZYYG唯一の3曲入りマキシシングル。カップリングの「BLOOD ON BLOOD」は、テレビ朝日系『パワーレンジャー』エンディングテーマ。「微笑だけをくれないか」は『J-ROCK ARTIST BEST 50』エンディングテーマ。

## 批評
『CDジャーナル』は「ストレートに歌謡ビートロックしてくれるバンドがいないだけに、逆にその実直さはとてもかっこいい。90年代テイストを感じさせてくれる似せた音の味付けも妙味」と評した。

## 収録トラック
全曲 作詞･作曲:高山征輝 編曲:ZYYG
1. GYPSY DOLL
2. BLOOD ON BLOOD
3. 微笑だけをくれないか

## 参加ミュージシャン
- 高山征輝 - ボーカル
- 後藤康二 - ギター
- 加藤直樹 - ベース
- 藤本健一 - ドラム
  - 池田大介 - キーボード
  - 加藤貴也 - キーボード